# 乌苏里葶苈
乌苏里葶苈（学名：Draba ussuriensis）为十字花科葶苈属下的一个种。其种加词“ussuriensis”意为“乌苏里的”。